# Møsvatn
Møsvatn – jezioro w południowej Norwegii na terenie okręgu Telemark.

## Geografia
Møsvatn znajduje się na terenie okręgu Telemark w południowej Norwegii. Jest to relatywnie płytki zbiornik (o głębokości do 45 metrów) i nieregularnym kształcie z trzema ramionami. Jego maksymalna długość sięga około 40 kilometrów. Powierzchnia oscyluje między 78 a 80,9 km² .
Møsvatn zasila głównie rzeka Kvenna, która zbiera wody rzek wypływających z jezior w południowo-zachodniej części płaskowyżu Hardangervidda. Z jeziora wypływa rzeka Måna .
Zbiornik wykorzystywany jest do produkcji energii elektrycznej . 